# Alexander Markov
Alexander Markov (in russo: Александр Марков) (Mosca, 24 gennaio 1963) è un violinista statunitense di origine russa.

## Biografia
Alexander Markov ha entrambi i genitori violinisti. Studia violino con suo padre Albert Markov (*1933) a sua volta allievo di Pëtr Stoljarskij e Jurij Jankelevič. Dall’età di otto anni inizia ad esibirsi in pubblico, sempre con suo padre, eseguendo alcuni concerti per due violini e orchestra. I Markov fuggono dall'Unione Sovietica nel 1975 e si stabiliscono a New York. 
Markov si aggiudica in breve tempo diversi premi: Juillard Competition (1977); Waldo Mayo Award (1979); Los Angeles National Debut Competition (1980). Riceve la cittadinanza americana nel 1982.  
Già a carriera avviata, partecipa nel 1982 al Concorso internazionale di violino Niccolò Paganini di Genova e ottiene il secondo premio (il primo non è assegnato). 
Ha debuttato alla Carnegie Hall di New York nel 1983, poi alla Avery Fisher Hall sotto Christoph Eschenbach con l’Orchestra del Festival Mostly Mozart.
Poco alla volta Markov si è specializzato nel repertorio virtuosistico del XIX secolo. Ha eseguito in pubblico più volte l’integrale dei 24 Capricci di Paganini; un’esecuzione pubblica del 1989 è registrata per la televisione da France 3.
Nel 1987 ottiene il premio Avery Fisher Career Grant. 
È apparso nel film-documentario ‘’The Art of Violin’’ del 2000 del registra Bruno Monsaingeon. 
Si è esibito con molti direttori d'orchestra tra cui Charles Dutoit, Ivan Fischer, Neeme Järvi, Zdeněk Mácal, Lorin Maazel e Gerard Schwarz. Ha suonato con alcune delle più importanti orchestre europee e statunitensi tra cui la Philadelphia Orchestre, l’Orchestre de Paris, la BBC Symphony, la Montreal Symphony, la Budapest Festival Orchestra, la Detroit Symphony, la New Jersey Symphony, la Seattle Symphony e le orchestre di Houston, Baltimora, Cincinnati e Gerusalemme.  
Markov suona un violino di Sergio Peresson del 1970; per un breve periodo ha suonato un violino di Giuseppe Guarneri del Gesù, ma ha preferito tornare a suonare il Peresson.

## Scritti
- Alexander Markov, - [Paganini 24 Capricci], in brochure cd Erato 2292-45502, 1990, pp. 6-8